# 膨潤力試験法
膨潤力試験法はベントナイトの水中における自然沈降体積で示される試験法である。無拘束雰囲気下であるため自由膨潤試験とも云う。

## 方法
膨潤性は、日本ベントナイト工業会JBAS104:77 ベントナイト(粉状）の膨潤試験方法に従って膨潤力を測定する。すなわち水分8.0%に調整した試料2.0gを、蒸留水100mlを入れた100mlの共栓メスシリンダーに約10回に分けて加える。このとき、前の添加物がメスシリンダー底に沈着してから次ぎの添加を行う。24時間放置するとき、メスシリンダー底部の試料の塊が膨潤した見掛けの体積をメスシリンダーの目盛から読み膨潤力Sp (ml/2g)として表示する。例えば、2g粉体Na型ベントナイト(wL=615%，wp=47%)で膨潤力は23.0ml/2gである。2g粉体Ca型ベントナイト(wL=119%，wp=52%)で膨潤力は、6.2ml/2gである。

## 特徴
膨潤力試験は熟練を必要としない再現性のよい方法として古くから各国の薬局方ベントナイト試験法に取り入れられており、近年ではジオシンセティックス用ベントナイトの試験法としてもASTMで標準化されるようになったが、液性限界に比較して相対評価の面が強く、真の膨潤力というよりもその製品の特性値として捉えられる要素を内包している。